# Пароходный Билл — младший

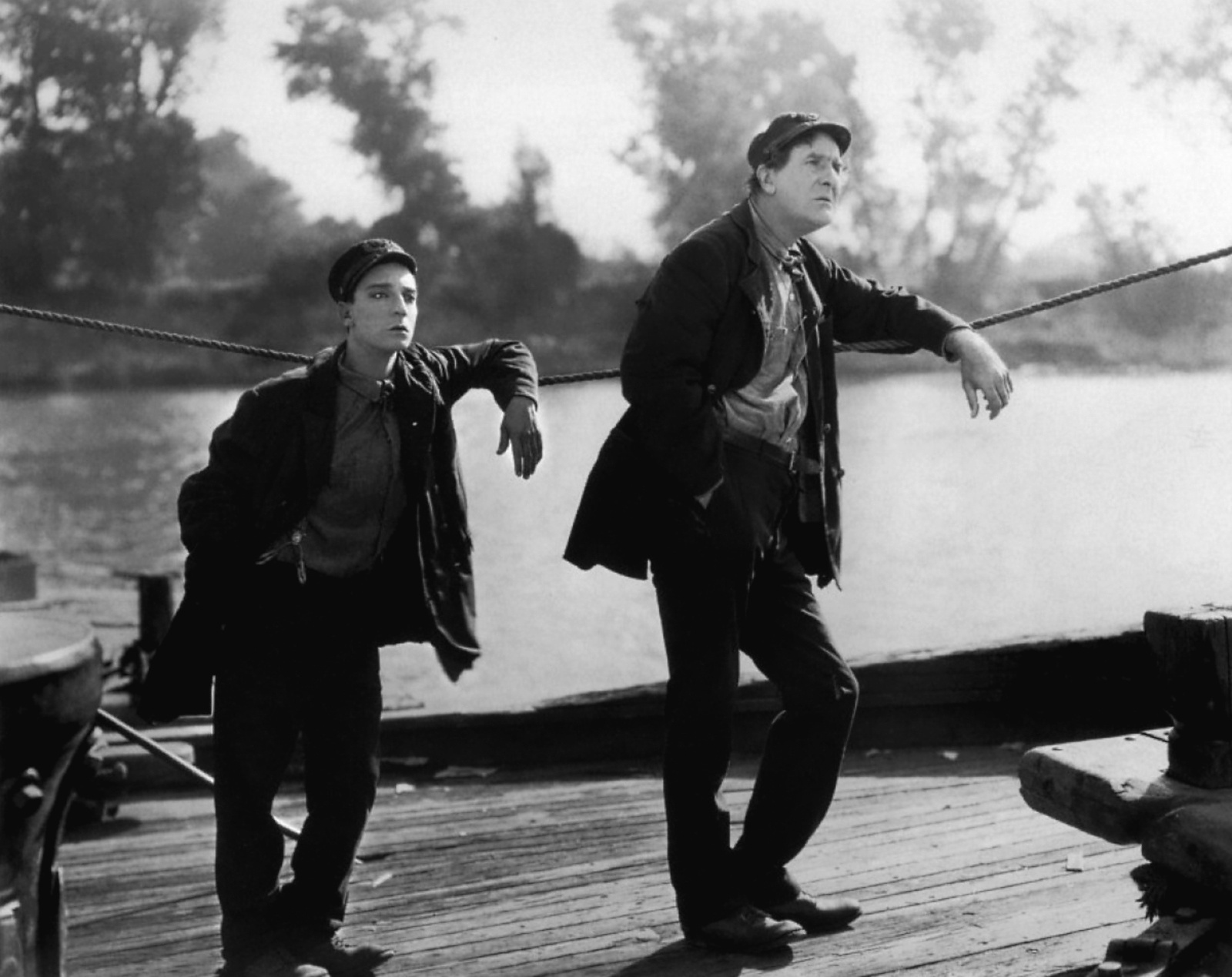
Бастер Китон и Эрнест Торренс

«Пароходный Билл — младший» (альтернативные названия — «Пароходный Билл», «У воды нет решёток»; англ. Steamboat Bill, Jr.) — американская немая кинокомедия 1928 года с участием Бастера Китона.
Премьера фильма состоялась 12 мая 1928 года.
По мотивам фильма был создан первый звуковой мультфильм о Микки Маусе «Пароходик Вилли», вышедший в этом же году.

## Сюжет
Уильям «Пароход Билл» Кэнфилд-старший — владелец и капитан старого парохода, который видел лучшие времена. Он с нетерпением ждет прибытия сына-выпускника колледжа, которого он не видел с тех пор, как мальчик был младенцем. Ожидая, что он такой же как и отец крепыш, который поможет ему составить жесткую конкуренцию бизнесмену Джону Джеймсу Кингу и его новенькому роскошному речному судну, также ставшему плавать по Миссисипи, оказывается сильно разочарованным своим худым, неуклюжим отпрыском, столичным щёголем. Изнеженный сын сварливого капитана вынуждено присоединяется к своему отцу.
Старый капитан заставляет сына сбрить усы и покупает ему новую одежду. В парикмахерской Уильям-младший встречает Китти, девушку, которую он знает по Бостону. Он влюблён в Китти, но оказывается она дочь мистера Кинга, соперника его отца.
Уильям-младший снова и снова пытается встретиться с Китти, но оба родителя всеми силами пытаются помешать этой связи и полны решимости помешать их отношениям. Возникает ряд запутанных ситуаций и споров. В конце концов, «Пароход Билл» Кэнфилд-старший попадает в тюрьму за драку с мистером Кингом из-за отзыва лицензии на его судно.
Когда на город обрушивается ураган, сносящий дома словно щепки, Уильям-младший, сам оказавшийся в больнице, при попытке скрыться от закона, с грелкой на голове, спешит на помощь: сначала он спасает Китти от наводнения, затем освобождает своего отца из тюрьмы, плавающей в воде, и, наконец, он вытаскивает мистера Кинга из его затонувшего парохода. В конце фильма отцы поладили и больше ничего не имеют против отношений Уильяма-младшего и Китти.

## В ролях
- Бастер Китон — Уильям Кэнфилд-младший
- Марион Байрон — Мэрион Кинг
- Эрнест Торренс — Уильям Кэнфилд старший
- Том МакГуайр — Джон Джеймс Кинг
- Том Льюис — Том Картер

В 2016 году фильм был отобран для сохранения в Национальный реестр кинокартин в Библиотеке Конгресса США. Фильм известен тем, что стал одним самым известным кинематографических трюков Китона: фасад трехэтажного здания обрушивается на Китона, который спасается только потому, что чердачное окно осталось открытым!
Фильм был включен в книгу «1001 фильм, который нужно посмотреть, прежде чем умереть».